# 一茂×かまいたち ゲンバ
『一茂×かまいたち ゲンバ』（かずしげ×かまいたちのゲンバ）とは、日本テレビ系列で2024年12月1日から毎週日曜10時25分 - 11時25分に放送されているバラエティであり、長嶋一茂とかまいたちの冠番組である。

## 概要
長嶋一茂とかまいたち山内健司の意見の対立を軸に、二人にツッコむかまいたち濱家隆一の3人で、“キニナルゲンバ”に赴き、忖度ない意見をぶつけ合いながら、新感覚なリポートを行う番組である。

## 出演者

### MC
- 長嶋一茂
- かまいたち〈山内健司・濱家隆一〉

### ナレーター
- ヒコロヒー[注釈 2]
- 山下美月（パイロット版）

## 放送リスト

### 一茂vsかまいたち 真実は一つじゃない
| 放送日   | ゲンバ    | 放送内容                               | 備考                 |
| -------- | --------- | -------------------------------------- | -------------------- |
| 06月30日 | 上野 原宿 | キニナル現場で一茂山内の主張が大激突!! | サンバリュ枠にて放送 |

### 一茂×かまいたち ゲンバ

#### 2024年
| 回 | 放送日   | ゲンバ      | 放送内容                                           | 備考               |
| -- | -------- | ----------- | -------------------------------------------------- | ------------------ |
| 1  | 12月01日 | 銀座        | キニナル“ゲンバ”で意見をぶつける新感覚バラエティー | レギュラー放送初回 |
| 2  | 12月08日 | 原宿 五反田 | 若者の街・原宿へ!裏道グルメ&一茂絶賛の行列とんかつ |                    |
| 3  | 12月15日 | 麻布十番    | 麻布十番で手土産スイーツ探し&一茂オーナー寿司屋へ  |                    |
| 4  | 12月22日 | 浅草 錦糸町 | 山内涙…一茂本気挑戦のカプセルトイ投資&伝説おにぎり |                    |

#### 2025年
| 回 | 放送日   | ゲンバ                     | 放送内容                                                | 備考   |
| -- | -------- | -------------------------- | ------------------------------------------------------- | ------ |
| 5  | 01月05日 | 麻布台ヒルズ               | オリジナル出汁で鍋パーティー!親睦を深める新年会開催     |        |
| 6  | 01月12日 | 麻布十番 原宿              | 濱家が気になるグルテンフリー&山内がスニーカー愛を熱弁   |        |
| 7  | 01月19日 | 蔵前 銀座                  | オシャレな蔵前でチョコづくし&一茂の極上コーヒーを頂く   |        |
| 8  | 01月26日 | -                          | ハワイロケ実現に向けて一茂が現地を弾丸でロケハン!       |        |
| 9  | 02月02日 | 下北沢                     | 今昔共存!下北沢で超貴重レコード&老舗絶品カレーを頂く    |        |
| 10 | 02月09日 | 伊勢丹新宿店 愛宕          | チョコの祭典「サロン・デュ・ショコラ」&極上チーズ専門店 |        |
| 11 | 02月16日 | 丸の内 築地                | 一流ホテルの最高級朝食ビュッフェ!築地の漬物店&海鮮丼    |        |
| 12 | 02月23日 | 下北沢 東上野              | 腸内環境の検査結果に濱家落胆&オシャレ男子注目の真珠     |        |
| 13 | 03月09日 | 青山 上大崎                | 日本一予約が取れない焼き鳥の超名店&最新スムージー!      |        |
| 14 | 03月16日 | 東京ドーム                 | 阪神×ドジャース試合前練習を東京ドームから特別生中継!    | 生放送 |
| 15 | 03月23日 | 御茶ノ水 神保町 東京ドーム | ドジャース戦を解説席から観戦&神保町の行列パンケーキ     |        |
| 16 | 03月30日 | -                          | 番組スタッフから3人へクレームを集め大反省会を開催!      |        |
| 17 | 04月06日 | 神楽坂                     | 江戸時代から続く美食の街・神楽坂の新スポット巡り!       |        |
| 18 | 04月13日 | 日本橋                     | 日本橋の老舗巡り!絶品海苔弁&高級毛抜きで眉毛抜き対決    |        |
| 19 | 04月20日 | 京都                       | 春の京都完全版!!実はまだまだ揉めていたよSP              |        |
| 20 | 04月27日 | -                          | ハワイB級グルメ旅!絶品パンケーキ&オムレツ&ドーナツ      |        |
| 21 | 05月04日 | -                          | ハワイ超高級物件ツアー海辺の豪華部屋&プール付きいくら   |        |
| 22 | 05月11日 | -                          | 今まで訪れた「グルメなゲンバ」ベスト7を一挙お届け!      |        |
| 23 | 05月18日 | 横浜                       | 今若者に大人気の横浜へ!実は一茂初恋の思い出の街だった   |        |
| 24 | 06月01日 | シェア畑 目黒本町          | 話題のレンタルできる畑で野菜作り&絶品!せいろ蒸し料理    |        |
| 25 | 06月08日 | 横浜中華街                 | SNSで大バズりの横浜中華街で占い&極上グルメを堪能!       |        |
| 26 | 06月15日 | 株式会社あんきいず 代々木  | 実演販売界のレジェンド登場&仏伝統菓子フラン専門店       |        |
| 27 | 06月22日 | 表参道 茅場町 赤坂         | SNSで話題!パリ発の高級食器 食通を虜にする燻製の名店     |        |
| 28 | 06月29日 | 渋谷 東品川                | ジブリの名シーンを体感!&ノンアルで楽しめるBAR           |        |
| 29 | 07月06日 | 千駄ヶ谷 代々木            | 今注目の街・千駄ヶ谷へ!昭和歌謡を大熱唱!?㊙︎歌姫登場!    |        |
| 30 | 07月13日 | 西新宿 西五反田            | 声優の学校にサプライズ訪問&大人気の絶品半熟アジフライ   |        |
| 31 | 07月20日 | 東京国際展示場 麻布十番    | 超巨大雑貨展示会に潜入!!今年のトレンド「野菜系かき氷」  |        |
| 32 | 07月27日 | Ocean Villa Shonan         | 湘南のゴージャス物件で山内が民泊ビジネスをガチ勉強      |        |
| 33 | 08月03日 | 東京国際空港               | 羽田空港の極上ラウンジ&飛行体験&今話題のスイーツ土産    |        |
| 34 | 08月10日 | 目黒 御茶ノ水              | 一茂いきつけ下町の絶品うなぎ&夏満喫!抹茶ビアガーデン    |        |
| 35 | 08月17日 | 表参道 幡ヶ谷 浅草橋 四谷  | 進化系そば＆駄菓子&花火体験!ゲンバプチ夏祭りを開催!     |        |
| 36 | 08月24日 | 東京ドームシティ           | 夏休み最後に駆け込みたい!涼しく遊ぶ東京ドームシティ     |        |

### 特番

#### 2025年
| 回 | 放送日   | ゲンバ                       | 放送内容                                           | 備考                                    |
| -- | -------- | ---------------------------- | -------------------------------------------------- | --------------------------------------- |
| 1  | 04月09日 | 京都                         | 春の京都日帰り弾丸ツアー!!グルメに絶景10カ所を巡る | 水曜日の放送。 2時間SP（21:00 - 22:54） |
| 2  | 06月09日 | 府中 銀座 荏原 外神田 表参道 | 府中にある超巨大市場に潜入                         | 月曜日の放送。 2時間SP（21:00 - 22:54） |

## ネット局
全編ローカルセールス枠で放送のため、同時ネットの放送局が個別にローカル編成を組む場合がある。
| 放送対象地域   | 放送局                    | 系列           | 放送期間                          | 放送日時                      | ネット状況 |
| -------------- | ------------------------- | -------------- | --------------------------------- | ----------------------------- | ---------- |
| 関東広域圏     | 日本テレビ（NTV）         | 日本テレビ系列 | 2024年12月1日 -                   | 日曜 10:25 - 11:25            | 制作局     |
| 北海道         | 札幌テレビ（STV）         | 日本テレビ系列 | 2024年12月1日 -                   | 日曜 10:25 - 11:25            | 同時ネット |
| 青森県         | 青森放送（RAB）           | 日本テレビ系列 | 2024年12月1日 -                   | 日曜 10:25 - 11:25            | 同時ネット |
| 岩手県         | テレビ岩手（TVI）         | 日本テレビ系列 | 2024年12月1日 -                   | 日曜 10:25 - 11:25            | 同時ネット |
| 宮城県         | ミヤギテレビ（MMT）       | 日本テレビ系列 | 2024年12月1日 -                   | 日曜 10:25 - 11:25            | 同時ネット |
| 秋田県         | 秋田放送（ABS）           | 日本テレビ系列 | 2024年12月1日 -                   | 日曜 10:25 - 11:25            | 同時ネット |
| 山形県         | 山形放送（YBC）           | 日本テレビ系列 | 2024年12月1日 -                   | 日曜 10:25 - 11:25            | 同時ネット |
| 福島県         | 福島中央テレビ（FCT）     | 日本テレビ系列 | 2024年12月1日 -                   | 日曜 10:25 - 11:25            | 同時ネット |
| 山梨県         | 山梨放送（YBS）           | 日本テレビ系列 | 2024年12月1日 -                   | 日曜 10:25 - 11:25            | 同時ネット |
| 新潟県         | テレビ新潟（TeNY）        | 日本テレビ系列 | 2024年12月1日 -                   | 日曜 10:25 - 11:25            | 同時ネット |
| 長野県         | テレビ信州（TSB）         | 日本テレビ系列 | 2024年12月1日 -                   | 日曜 10:25 - 11:25            | 同時ネット |
| 静岡県         | 静岡第一テレビ（SDT）     | 日本テレビ系列 | 2024年12月1日 -                   | 日曜 10:25 - 11:25            | 同時ネット |
| 石川県         | テレビ金沢（KTK）         | 日本テレビ系列 | 2024年12月1日 -                   | 日曜 10:25 - 11:25            | 同時ネット |
| 福岡県         | 福岡放送（FBS）           | 日本テレビ系列 | 2024年12月1日 -                   | 日曜 10:25 - 11:25            | 同時ネット |
| 広島県         | 広島テレビ（HTV）         | 日本テレビ系列 | 2024年12月8日 -                   | 日曜 10:25 - 11:25            | 同時ネット |
| 鳥取県・島根県 | 日本海テレビ（NKT）       | 日本テレビ系列 | 2024年12月8日 -                   | 日曜 10:25 - 11:25            | 同時ネット |
| 愛媛県         | 南海放送（RNB）           | 日本テレビ系列 | 2024年12月8日 -                   | 日曜 10:25 - 11:25            | 同時ネット |
| 高知県         | 高知放送（RKC）           | 日本テレビ系列 | 2024年12月7日 -                   | 日曜 10:25 - 11:25            | 同時ネット |
| 鹿児島県       | 鹿児島読売テレビ（KYT）   | 日本テレビ系列 | 2024年12月7日 -                   | 日曜 10:25 - 11:25            | 同時ネット |
| 中京広域圏     | 中京テレビ（CTV）         | 日本テレビ系列 | 2024年12月7日 -                   | 土曜 13:45 - 14:50            | 遅れネット |
| 香川県・岡山県 | 西日本放送（RNC）         | 日本テレビ系列 | 2024年12月15日 - （12月14日深夜） | 日曜 1:25 - 2:25 （土曜深夜） | 遅れネット |
| 熊本県         | くまもと県民テレビ（KKT） | 日本テレビ系列 | 2025年4月3日 - （4月2日深夜）     | 木曜 0:59 - 1:59 （水曜深夜） | 遅れネット |
| 近畿広域圏     | 読売テレビ（ytv）         | 日本テレビ系列 | 2025年4月5日 -                    | 土曜 9:25 - 10:25             | 遅れネット |
| 徳島県         | 四国放送（JRT）           | 日本テレビ系列 | 2025年4月6日 - （4月5日深夜）     | 日曜 0:55 - 1:55 （土曜深夜） | 遅れネット |
| 沖縄県         | 沖縄テレビ（OTV）         | フジテレビ系列 | 2025年4月11日 - （4月10日深夜）   | 金曜 0:15 - 1:15 （木曜深夜） | 遅れネット |

## スタッフ

### レギュラー版
- 演出：山下聖司（日本テレビ）
- 企画・統括：髙橋利之（日本テレビ、以前は企画・監修）
- 構成：石原健次、澤井直人
- リサーチ：髙木洋志、齋藤譲（パンドラ）
- CAM・音声：阿部安秀、藤沼大輔、植松一哉、水谷元保、新原帆夏（水谷→以前はCAM、新原→以前は音声）【週替り】
- CAM︰テックサービス、市川大祐、樽井幹太【週替り】
- 美術プロデューサー：塚原浩晃
- 音効：高取謙
- EED：石田健二、小嶋双葉
- MA：多勢捺映、島村崇史【週替り】
- デスク：兒島里佳子
- TK：矢島由紀子
- 衣装提供：ALKA
- 技術協力：セッターズ、ヌーベルアージュ
- 番組テーマ曲「ゲンバっか。〜憧れはやっぱりえだまめズンダ！〜」[注釈 9]歌：放課後ティータイム
- ディレクター：池田翔・北原加歩・千田野々香・近藤優人・中山準士（以上いまじん）、曽我翔・安蒜和也（以上えすと）、笹原有翔、大林良汰、小澤博之、中村慎吾、奈良脩人、武藤和也【週替り】/石井柚奈（いまじん）、宮本莉沙、折本未奈、二木颯太、杉山星海、吉岡葉乃、津田菜々美、關岡和奏、石原薫平、長坂眞帆、高山結衣【週替り】
- プロデューサー：池山愛奈（日本テレビ）【毎週】、向山典子・鈴木あかり（共にいまじん）、阿河朋子・中村紀史・田中千賀子（共にえすと）、安田純奈、四戸美穂、星野智絵、夷祐衣子【週替り】
- チーフプロデューサー：矢野尚子（日本テレビ）
- 制作協力：いまじん、えすと
- 製作著作：日本テレビ

### 過去のスタッフ
- 演出：蒲龍太郎（日本テレビ）
- 協力P︰宮本修二（Laki 9 office、以前はプロデューサー）
- プロデューサー：吉無田剛（日本テレビ）

### パイロット版
- 演出：蒲龍太郎（日本テレビ）
- 企画・監修：髙橋利之（日本テレビ）
- 構成：石原健次、澤井直人
- リサーチ：クラフトラボ
- CAM：水谷元保
- 音声：新原帆夏
- 美術プロデューサー：葛西剛太
- 音効：高取謙
- EED：石田健二
- MA：元木綾美
- デスク：兒島里佳子
- TK：矢島由紀子
- 協力：BerBerJin、台東区フィルム・コミッション
- 写真提供：アフロ
- 技術協力：セッターズ、ヌーベルアージュ
- ディレクター：池田翔・千田野々香（共にいまじん）/石井柚奈（いまじん）、宮本莉沙
- プロデューサー：池山愛奈（日本テレビ）、向山典子・大野もも（共にいまじん）/宮本修二（Laki 9 office）/吉無田剛（日本テレビ）
- チーフプロデューサー：矢野尚子（日本テレビ）
- 制作協力：いまじん
- 製作著作：日本テレビ